# Garnich
Ne doit pas être confondu avec Garmisch-Partenkirchen.
Garnich (en luxembourgeois : Garnech ), est une localité luxembourgeoise et le chef-lieu de la commune portant le même nom située dans le canton de Capellen.

## Géographie
L'altitude moyenne est de 335 mètres et le point culminant de la commune est le Réibierg à une altitude de 398 mètres.

### Localisation
| Arlon (B) Steinfort | Steinfort |       |
| Käerjeng            | Garnich   | Mamer |
|                     | Dippach   |       |

Concernant les communes limitrophes, il faut noter que Garnich est bien limitrophe de la commune belge d'Arlon, sur 400 m juste au sud-est de l'aire de repos et ancienne douane autoroutière, à cause de la section de Grass qui est une exclave de la commune de Steinfort, la section garnichoise de Kahler se situant entre les deux.
La commune de Garnich comporte les sections suivantes :
- Dahlem
- Garnich (chef-lieu)
- Hivange
- Kahler

### Hydrographie
Au Réibierg se retrouvent d'importants réservoirs d'eau qui garantissent l'approvisionnement en eau potable du bassin minier. La crête qui s'étire à partir du Réibierg en direction de Dahlem et Schouweiler fait partie de la ligne de partage des eaux des bassins versants de la Meuse et du Rhin.

#### Cours d'eau
La commune est arrosée par l'Eisch et la Mamer (source entre Hivange et Garnich), tous deux affluents de l'Alzette, ainsi que par le petit ruisseau Eiselbach (lb) (un affluent de l'Eisch prenant source au Réibierg).

### Voies de communication et transports
La commune est reliée au réseau routier national par la route nationale N13 et par l'autoroute A6.
La commune est desservie par le Régime général des transports routiers (RGTR). En outre, elle opère conjointement avec Koerich et Steinfort un service « City-Bus » sur réservation, le « Proxibus ».

## Toponymie
Garnis, Garnische (1128), Carnisse (1137), Charnische (1145).
La ville de Remich (issue du prénom Rémy) et le quartier de Gasperich (issue du prénom Gaspart). se trouvent à proximité. On notera alors le prenom Gernot.

## Histoire
Des découvertes archéologiques indiquent une présence romaine dans cette région.
Le 12 avril 1128, Garnich est mentionné dans un document.
En 1251, la localité de Dahlem est mentionnée dans un acte.
En 1256, la localité de Hivange est mentionnée dans un acte.
Le 11 juin 1260, un acte fait mention de la paroisse de Garnich.
En 1317, l’église de Kahler est citée dans un document.
Le 12 mai 1785, un incendie détruit la localité de Dahlem.
En 1911, un premier réservoir d’eau est construit au Réibierg.
En 2007, deux réservoirs d’eau souterrains au Réibierg (30 000 m3/jour) permettent de placer ceux-ci comme les plus importants bassins collecteur du pays.

## Politique et administration

### Administration municipale
Le conseil communal règle tout ce qui est d'intérêt communal. La compétence du conseil communal vise entre autres le vote du budget et des comptes, la fixation des tarifs et des redevances, l'approbation des projets de construction et des projets d'urbanisme, la nomination, démission ou révocation des fonctionnaires et employés. La loi confère au conseil communal le soin d'édicter des règlements d'administration intérieure et de police communale, ces derniers pouvant être assortis de pénalités.
Indépendamment des attributions qui lui sont conférées par d'autres dispositions légales. Le collège des bourgmestres et échevins est chargé entre autres :
- de exécution des lois, des règlements et arrêtes grand-ducaux et ministériels ;
- de la publication et de l’exécution des résolutions du conseil communal ;
- de l'instruction des affaires à soumettre au conseil communal ;
- de l'administration des établissements communaux ;
- de la surveillance des services communaux ;
- de la direction des travaux communaux ;
- de l’administration des propriétés de la commune ;
- de la surveillance du personnel communal ;
- de la surveillance spéciale des hospices civils et des officies sociaux ;
- de la garde des archives, des titres et des registres de l'état civil.

### Liste des bourgmestres
| Identité                          | Période         | Période                                    | Durée                     | Étiquette |
| Identité                          | Début           | Fin                                        | Durée                     | Étiquette |
| --------------------------------- | --------------- | ------------------------------------------ | ------------------------- | --------- |
| Charles Metzler (d)               | 1803            | 1817                                       | 14 ans                    |           |
| Nicolas Metzler (d)               | 1817            | 1836                                       | 19 ans                    |           |
| Peter Metzler (d)                 | 1836            | 1858                                       | 22 ans                    |           |
| Jean-Nicolas Arend (d)            | 1858            | 1861                                       | 3 ans                     |           |
| Peter Metzler (d)                 | 1861            | 1872                                       | 11 ans                    |           |
| Johann Müller (d)                 | 1873            | 1879                                       | 6 ans                     |           |
| Jacques Schmitz (d) (1850 - 1922) | 1879            | 30 novembre 1922 (mort en cours de mandat) | 43 ans                    |           |
| Par intérim : Henri Franck (d)    | 1922            | 1924                                       | 2 ans                     |           |
| Edmond Kerschen (d)               | 1925            | 1941                                       | 16 ans                    |           |
| Vacant                            | 1941            | 1944                                       | 3 ans                     |           |
| Edmond Kerschen (d)               | 1944            | 1945                                       | 1 an                      |           |
| Nic Arend (d)                     | 1946            | 1963                                       | 17 ans                    |           |
| Félix Jemming (d) (1925 - 2002)   | 1964            | 1981                                       | 17 ans                    |           |
| Eugène Dondlinger (d)             | 1982            | 1993                                       | 11 ans                    |           |
| Henri Franck (d)                  | 1994            | 6 novembre 2011                            | 17 ans                    |           |
| Georges Fohl (d),                 | 7 novembre 2011 | En cours                                   | 13 ans, 4 mois et 7 jours |           |

- Source : « Le bourgmestre de Garnich : liste des bourgmestres de 1797 à aujourd'hui », sur garnich.lu (consulté le 15 janvier 2021).

## Population et société

### Démographie
L'évolution du nombre d'habitants est connue à travers les recensements de la population effectués dans le pays depuis 1821. Les recensements décennaux de la population permettent de caler les chiffres sur la composition de la population par sexe, âge, nationalité et commune de résidence. Entre deux recensements, la population au 1er janvier de l’année {\displaystyle x} est évaluée en ajoutant à la population au 1er janvier de l’année {\displaystyle x-1} les soldes naturel (naissances {\displaystyle -} décès) et migratoire (arrivées {\displaystyle -} départs) de l'année. La même méthode est appliquée pour la répartition par âge au 1er janvier et les effectifs totaux par nationalité. Depuis le 1er septembre 2023, le Luxembourg dénombre 100 communes.
Au 1er janvier 2024, la commune comptait 2 308 habitants.
| 1821 | 1851 | 1871  | 1880  | 1890  | 1900  | 1910  | 1922 | 1930 |
| ---- | ---- | ----- | ----- | ----- | ----- | ----- | ---- | ---- |
| 666  | 987  | 1 216 | 1 150 | 1 122 | 1 026 | 1 032 | 937  | 978  |

| 1935 | 1947 | 1960 | 1970 | 1978  | 1979  | 1981  | 1983  | 1984  |
| ---- | ---- | ---- | ---- | ----- | ----- | ----- | ----- | ----- |
| 962  | 920  | 888  | 980  | 1 070 | 1 081 | 1 111 | 1 150 | 1 160 |

| 1985  | 1986  | 1987  | 1988  | 1989  | 1990  | 1991  | 1992  | 1993  |
| ----- | ----- | ----- | ----- | ----- | ----- | ----- | ----- | ----- |
| 1 200 | 1 200 | 1 220 | 1 234 | 1 241 | 1 271 | 1 264 | 1 295 | 1 352 |

| 1994  | 1995  | 1996  | 1997  | 1998  | 1999  | 2000  | 2001  | 2002  |
| ----- | ----- | ----- | ----- | ----- | ----- | ----- | ----- | ----- |
| 1 379 | 1 384 | 1 460 | 1 446 | 1 468 | 1 496 | 1 504 | 1 495 | 1 511 |

| 2003  | 2004  | 2005  | 2006  | 2007  | 2008  | 2009  | 2010  | 2011  |
| ----- | ----- | ----- | ----- | ----- | ----- | ----- | ----- | ----- |
| 1 491 | 1 502 | 1 537 | 1 546 | 1 561 | 1 635 | 1 718 | 1 771 | 1 861 |

| 2012  | 2013  | 2014  | 2015  | 2016  | 2017  | 2018  | 2019  | 2020  |
| ----- | ----- | ----- | ----- | ----- | ----- | ----- | ----- | ----- |
| 1 895 | 1 931 | 1 943 | 1 991 | 2 043 | 2 099 | 2 129 | 2 167 | 2 193 |

| 2021  | 2022  | 2023  | 2024  | - | - | - | - | - |
| ----- | ----- | ----- | ----- | - | - | - | - | - |
| 2 221 | 2 253 | 2 289 | 2 308 | - | - | - | - | - |

Pour des raisons techniques, il est temporairement impossible d'afficher le graphique qui aurait dû être présenté ici.

## Personnalités liées à la commune
- Elsy Jacobs (1933-1998), à l’âge de 25 ans, est devenue la première championne du monde de cyclisme, le 30 août 1958 à Reims. Au cours de sa carrière elle a remporté un total de plus de 300 courses.
- Claudine Schaul (1983), une joueuse de tennis professionnelle luxembourgeoise.

## Héraldique, logotype et devise
La commune de Garnich reçut ses armoiries le 29 novembre 1982.
La pointe est dérivée des armoiries des seigneurs de la deuxième branche des seigneurs de Kahler issue d'un cadet des seigneurs de Septfontaines. Le dernier seigneur de Kahler s'est fixé à Sterpenich. Ces armoiries sont donc celles des seigneurs de Septfontaines brisées d'un lambel d'azur à cinq branches.
Les châteaux et les fasces proviennent des anciens propriétaires des villages de Garnich, Dahlem et Hivange.
La pointe représente la montagne locale : le Réibierg.